# المراجعات الحالية في أمراض النساء والتوليد
المراجعات الحالية في أمراض النساء والتوليد يُقرأ أيضًا المراجعات الحالية في أمراض النساء والتوليد، هي سلسلة كتب عن أمراض النساء والتوليد كُتبت بواسطة توم ليند وألبرت سينجر وجوزيف أ.جوردان، ونُشرت بواسطة تشرشل ليفينغستون في الثمانينيات. الرقم التسلسلي القياسي الدولي (ISSN) هو 0264-5610.

## المجلدات
- المجلد 1: التسكين والتخدير أثناء الولادة (سلوين كروفورد، 1982) [1]
- المجلد 2: التشخيص المبكر للعيوب الجنينية (بروك، 1982) [2]
- المجلد 3: الحمل المبكر في سن المراهقة (راسل، 1982) [3]
- المجلد 4: الأورام الخبيثة في المبيض: الرعاية السريرية للبالغين والمراهقين (بيفر وسكالي، 1983) [4]
- المجلد 5: سرطان عنق الرحم: التشخيص والعلاج (شينجلتون وأور، 1983) [5]
- المجلد 6: جوانب الرعاية أثناء المخاض (بيزلي ولوب، 1983) [6]
- المجلد 7: وصف الأدوية أثناء الحمل (كراور، كراور، وهيتن، 1984) [7]
- المجلد 8: الإجهاض التلقائي (هويسجيس، 1984) [8]
- المجلد 9: سن البلوغ وتشوهاته (ديوهيرست، 1984) [9]
- المجلد 10: مُشكلات التخثر أثناء الحمل (ليتسكي، 1985) [10]
- المجلد 11: العقم عند الذكور (جيكير، 1986) [11]
- المجلد 12: بطانة الرحم (أوكونور، 1987) [12]
- المجلد 13: الحمل المصاب بالسكري (برودينيل ودودريدج، 1989) [13]

## الروابط الخارجية
- التقييمات الحالية في أمراض النساء والتوليد (0264-5610) - بوابة ISSN
- المراجعات الحالية في أمراض النساء والتوليد - WorldCat Search